# Mörkryggig jakamar
Mörkryggig jakamar (Brachygalba salmoni) är en fågel i familjen jakamarer inom ordningen jakamar- och trögfåglar.

## Utbredning och systematik
Fågeln förekommer i tropiska östra Panama och nordvästra Colombia. Den behandlas som monotypisk, det vill säga att den inte delas in i några underarter.

## Status
IUCN kategoriserar arten som livskraftig.